# خط لی ولی
خط لی ولی (به انگلیسی: Lea Valley Lines) شامل دو خط راه‌آهن حومه و دو خط شاخه‌ای در شمال شرقی لندن است.
این خط از شهر چزنت، انفیلد و چینگفورد شروع شده و در شهر لندن به پایان می‌رسد.